# 輪生葉水豬母乳
輪生葉水豬母乳（学名：Rotala mexicana）为千屈菜科水豬母乳屬下的一个种。其种加词“mexicana”意为“墨西哥的”。